# Moneta tumida
Moneta tumida là một loài nhện trong họ Theridiidae.
Loài này thuộc chi Moneta. Moneta tumida được Chuandian Zhu miêu tả năm 1998.